# 234e régiment d'artillerie
Le 234e régiment d'artillerie de campagne (ou 234e RAC) est un régiment d'artillerie de l'armée française qui se distingua lors de la Première Guerre mondiale.

## Création et différentes dénominations
- 1er janvier 1917 : Constitution du 234e régiment d'artillerie de campagne

## Liste des chefs de corps
- 5 janvier 1917 : Lieutenant-colonel Héring
- 28 janvier 1917 : Lieutenant-colonel Bidon
- 1er septembre 1917 : Lieutenant-colonel Baratier
- 1er mars 1918 : Chef d'escadron Gaudeau
- 28 août 1918 : Commandant Poinat par intérim du chef d'escadron Gaudeau, blessé.
- 18 septembre : Lieutenant-colonel Bancilhon

## Historique des campagnes, batailles et garnisons du234eRAC

### Première guerre mondiale

#### 1917
Le 1er janvier 1917, le 234e régiment d'artillerie de campagne est constitué à Mareuil-en-Brie avec 3 groupes provenant des 6e, 34e et 46e régiments d'artillerie.

Il est affecté comme artillerie divisionnaire à la 166e division d'infanterie du 6e corps d'armée.
Le 31 janvier, le régiment cantonne à Oulchy-Breny.
Le régiment entre en action le 25 mars et, le 1er avril, il appuie un coup de main exécuté par un groupe franc de la 166e division d'infanterie. L'ennemi réagit très violemment sur les batteries.

Le 3 avril, il change de position et partir du 7 avril, il effectue des tirs de préparation afin de détruire les réseaux de barbelés et effectue des tirs de contre-batterie par obus toxiques.

Le 16 avril, il appuie brillamment l'attaque qui s'étend à Vailly, Chavonne et Ostel. L'ennemi vaincu se replie et le régiment, passant l'Aisne, prend position au nord-est de Vailly.

Du 1er au 5 mai, le régiment est chargé d'effectuer des brèches dans la défense de la ligne Hindenburg sur laquelle l'ennemi est retranché. Le 5 mai, il appuie de nouveau les attaques sur le Chemin des Dames.
Puis, le 234e RA contribue, jusqu'au 25 juin, à repousser les contre-attaques allemandes qui veulent reprendre les positions conquises par les troupes françaises :

Le 25 mai malgré un bombardement intense d'une durée de huit heures et un harcèlement de vingt-quatre heures par obus toxiques, les batteries assurent l'exécution de tirs de barrage.

Le 6 juin, les batteries sont soumises à des bombardements d'obus de gros calibre.

Le 15 juin, l'artillerie allemande se déchaine à nouveau contre les positions.

Après être resté en ligne deux mois et demi pendant lesquels les batteries ont effectué des déplacements pénibles sur un terrain difficile, assurant ainsi la possession du terrain conquis, le régiment relevé le  16 juin compte les pertes suivantes : 9 hommes tués, 7 officiers blessés, 83 hommes blessés, 52 hommes évacués pour fatigue ou maladie et 2 hommes prisonniers. En outre, 13 canons ont été mis hors de service par le feu ennemi et 18 par accident de tir.
Après un repos de quinze jours à Fougerolles, le régiment va occuper pendant 6 mois le secteur Saint-Dié sud.

#### 1918
Le 25 janvier, le régiment quitte ses positions pour gagner le camp de Villersexel où pendant près de deux mois il se prépare.
Le 13 mars, le régiment prend ses positions à Saint-Dié nord et organise la défense du secteur. 
Le 23 mars, le régiment quitte Saint-Dié et débarque le 27 à Ailly-sur-Noye, La Faloise et Breteuil et est engagé dès le lendemain dans la bataille du Kaiser.
Le moment est critique, pendant vingt jours, dans le secteur de Grivesnes-Thory, le régiment soutient le choc formidable de l'armée allemande, fauchant les vagues d'assaut par des tirs de barrages précis, tirant sur les colonnes contribuant ainsi à briser les attaques, par des tirs de harcèlement, malgré les bombardements ennemis et les difficultés des changements de positions et de ravitaillement.
Très éprouvé par ces durs combats, le régiment est relevé le 13 avril.

Au cours de cette période, le régiment a tiré environ 100 000 obus, et les pertes totales sont de 7 officiers, 107 hommes, 116 chevaux et 6 canons totalement mis hors service.
Après dix jours de repos, le régiment prend, en Lorraine, le secteur de Lunéville, le 27 avril. 
Pendant les deux mois qu'il tient ce secteur, ses batteries, en position dans la forêt de Parroy,, sont très fréquemment harcelées par les obus toxiques. Le 27 mai, le jour même de sa puissante attaque sur le Chemin-des-Dames, l'ennemi fait une démonstration sur le front du corps d'armée, pendant laquelle les batteries sont soumises à de violents bombardements par obus explosifs et toxiques, mais n'en continuent pas moins les nombreux tirs que leur demande l'infanterie.
Le 20 juin, le régiment est relevé, et va prendre, le 7 juillet, le secteur de Cantigny, dans la Somme, occupé alors par l'armée américaine, qui a été très éprouvée.
Le 8 août, il prend une part active à l'attaque générale de la 1re armée et contribue ensuite à l'avance victorieuse des troupes françaises, dans les combats incessants qui permettent d'arriver, le 12 septembre, jusqu'aux avancées de la ligne Hindenburg.
Le 1er groupe ayant exécuté, le 11 août, une mise en batterie remarquable sous un violent bombardement, est récompensé de sa belle conduite par une citation à l'ordre de l'armée
Préparant et appuyant la progression de son infanterie, le régiment lui donne sans cesse son concours le plus large et le plus efficace, pour le passage des Trois Doms (9-10 août), la prise de Popincourt (16 août), le passage de l'Avre (27 août) et le passage du canal du Nord (5 septembre).
Ces nouveaux succès lui valent une nouvelle citation et l'attribution de la fourragère.
Le régiment participe, le 24 septembre, à l'attaque de la position Hindenburg devant Saint-Quentin et aux opérations qui permettent la libération de la ville le 1er octobre avant de préparer et protéger de ses feux le passage de la Somme et du canal de Saint-Quentin le 9 octobre.
Le 12 octobre, le régiment, moins les 21e et 22e batteries, est détaché auprès d'une division voisine, et prend part, jusqu'au 25, à une série d'attaques devant Aisonville et Bernoville et ayant pour objectif le passage de l'Oise. Puis le régiment continue à poursuivre et à harceler les troupes allemandes dans la région, de Guise, où, complètement épuisé par ces trois mois d'efforts continus, il est relevé huit jours avant la victoire finale.

## Citations
1re citation à l'ordre de la 1re Armée
« Ses batteries jetées dans le combat, successivement au fur et à mesure de leur débarquement, le 234e RAC sous les ordres du commandant Gaudeau, s'est accroché à ses positions, et les a tenues sans défaillance dans les conditions les plus critiques. Grâce à leur énergie intrépide, à leur ténacité, à leur esprit de sacrifice, les groupes ont barré la route à l'ennemi, en exécutant sans relâche de jour et de nuit, du 28 mars au 13 avril 1918, sous les plus violents bombardements et malgré les toxiques allemands, leurs tirs efficaces et précis ».
Le Général commandant la 1re armée,
Signé: DEBENEY
2e citation à l'ordre de la 1re Armée
« Sous l'énergique commandement du chef d'escadron Bruyère, brillamment secondé par ses commandants de batterie, les capitaines Poiget, de Vibraye et Lefèvre, a donné, le 11 août 1918, de nouvelles preuves de ses hautes qualités militaires, en effectuant sa reconnaissance et sa mise en batterie sous un feu d'artillerie violent et concentré, qui battait la position et les chemins d'accès, mais qui n'a pu apporter le troubla dans les batteries et n'a eu comme effet que de mettre en valeur le calme et le mépris du danger de tout le personnel ».
Le Général commandant la 1re armée,
Signé: DEBENEY
3e citation à l'ordre de la 1re Armée
« Dans une période de combats ininterrompus, pendant plus de trente jours consécutifs (8 août-9 septembre 1918) a rempli sa mission avec une endurance et une vaillance exceptionnelles. Sous le commandement du commandant Poinat, appelé dans une période critique à remplacer
le commandant du régiment grièvement blessé, le 234e RAC, par ses interventions continues de nuit comme de jour a ouvert la marche à l'infanterie et harcelé l'ennemi qu'il a puissamment aidé à refouler. Sa hardiesse dans la poursuite a mis de nouveau en lumière ses belles qualités de combat et sa liaison intime avec l'infanterie s'est encore confirmée dans cette période de luttes intenses et glorieuses ».
Le Général commandant la 1re armée,
Signé: DEBENEY

## Inscriptions sur l'étendard
Aucune

### Décorations
Aucune